# Огард, Стив
Стив Огард (англ. Steve Augarde; родился 3 октября 1950) — британский писатель и художник. Написал и проиллюстрировал несколько романов для детей и молодежи, а также более семидесяти иллюстрированных книг для детей младшего возраста, в том числе всплывающие (с трёхмерными страницами) книги, для которых он разработал бумажный дизайн. Также разработал и проиллюстрировал книги Мэтью Прайса «Красная машинка».

## Биография
Родился в 1950 году в Бирмингеме, Англия, Великобритания.
Провел много лет в Уэст-Кантри, прежде чем переехать в Йоркшир. Учился в Йовилской школе искусств, Художественном колледже Сомерсета и Педагогическом колледже Ролле . Помимо выпуска собственных книг, работал иллюстратором и дизайнером для других авторов и художников. Сделал иллюстрации и и сочинил музыку для двух серий анимационного телешоу BBC Bump о неуклюжем молодом слоне.
Является полупрофессиональным джазовым музыкантом, играет на контрабасе в джазовой группе «Gents».
Более поздние работы его работы были посвящены детям и подросткам. Трилогия о «Пробном камне» - это тонкое фэнтези, в котором волшебный народ изображается затворническими племенами, в основном лишенными магии. «X Isle» — постапокалиптический антиутопический триллер.
«Линии жизни: Леонардо да Винчи» сочетает художественную и научно-популярную литературу, раскрывая жизнь и искусство Леонардо да Винчи частично через дневник молодого ученика. 
Все три книги «Пробный камень» и «X Isle» были номинированы на медаль Карнеги.

## Избранная библиография

### Трилогия о «Пробном камне»
- Разное (2005)
- Чистотел (2006)
- Зимний лес (2008)

### Другие книги
- Остров Икс (2009)
- Линии жизни: Леонардо да Винчи (2009)

### Книги с картинками
- Свинья (1975)
- Барнаби Шрю, Черный Дэн и Могучий Веджвуд (1979)
- Зонт Бампа (1992)
- Проблемы с трактором (1997)
- Пожарная машина спешит на помощь (1998)
- Когда я вырасту... (2000)
- Врум, Врум! (2002)
- Целующаяся рыба (2002)